# توماس مونييه
توماس مونييه (فرنسية: Thomas Meunier؛ مواليد 12 سبتمبر 1991) هو لاعب كرة قدم بلجيكي يلعب في مركز الظهير الأيمن لنادي بوروسيا دورتموند الألماني منذ عام 2020 قادماً من نادي باريس سان جيرمان الفرنسي الذي قضى معه أربعة مواسم، وقد سبق له اللعب في صفوف نادي كلوب بروج البلجيكي، حيث قضى خمسة مواسم منذ انضمامه إليه عام 2011 قادماً من نادي فيرتون أول محطّة احترافية في مسيرة اللاعب، وهو لاعب دولي في صفوف المنتخب البلجيكي منذ عام 2013 وقد شارك معه في بطولة أمم أوروبا 2016 التي أقيمت في فرنسا.

## مرحلة الشباب

### أندية لعب لها
- ستاندارد لييج

## وصلات خارجية
- توماس مونييه على موقع الاتحاد الدولي (مؤرشف)  (الإنجليزية)
- توماس مونييه على موقع الاتحاد الأوربي (الإنجليزية)
- توماس مونييه على موقع الاتحاد البلجيكي (الإنجليزية)
- توماس مونييه على موقع إي إس بي إن إف سي (الإنجليزية)
- توماس مونييه على موقع قاعدة بيانات كرة القدم.إي يو (الإنجليزية)
- توماس مونييه على موقع ليكيب (الفرنسية)
- توماس مونييه على موقع ناشيونال فوتبول تيمز (الإنجليزية)
- توماس مونييه على موقع Soccerbase.com (لاعب) (الإنجليزية)
- توماس مونييه على موقع Soccerway.com (الإنجليزية)
- توماس مونييه على موقع عالم كرة القدم.نت (الإنجليزية)
- الموقع الرسمي